# Strophanthus barteri
Strophanthus barteri là một loài thực vật có hoa trong họ La bố ma. Loài này được Franch. miêu tả khoa học đầu tiên năm 1893.